# Synorgan
Synorgan är en del av en organism som på avstånd utan fysisk kontakt förmår att registrera visuella egenskaper hos andra objekt med hjälp av elektromagnetisk strålning som finns i omgivningen.
Jordlevande livsformer har vanligtvis förmågan att registrera elektromagnetiska våglängder mellan 500 och 700 nm. Förmågan att skilja på olika våglängder och omfånget av våglängdsspektrumet skiljer sig mellan olika livsformer.
Hos djur sker detta vanligen med en ögonliknande konstruktion som ibland är rörlig och kan därmed avläsa omgivningen oberoende av kroppens position eller riktning.